# Chiesa di Maria Santissima Assunta (Melendugno)
La chiesa di Maria Santissima Assunta è la chiesa madre di Melendugno, in provincia e arcidiocesi di Lecce; fa parte della vicaria di Vernole.

## Storia
La chiesa madre di Melendugno venne costruita con conformazione ad una sola navata nel XVI secolo, intorno al 1575.
Il campanile fu portato a compimento alla fine del Seicento, nel 1696; nel XVIII secolo la parrocchiale venne interessata da un ampio rifacimento che comportò la trasformazione della struttura a tre navate e il rimodellamento della facciata, ultimata nel 1774.
Nel 1899 l'area del coro fu interessata da un ampliamento e nel 1962 venne condotto l'intervento di adeguamento liturgico secondo le norme postconciliari mediante l'aggiunta dell'ambone e dell'altare rivolto verso l'assemblea.

## Descrizione

### Esterno
La facciata a salienti della chiesa, rivolta a occidente, è suddivisa da una cornice marcapiano in due registri, entrambi scanditi da lesene; quello inferiore, più largo, è caratterizzato dai tre portali d'ingresso architravati e da altrettante finestre, mentre quello superiore presenta una nicchia contenente una raffigurazione della Beata Vergine Maria ed è sormontato dal coronamento mistilineo.
Annesso alla parrocchiale è il campanile a base quadrata, la cui cella presenta su ogni lato una monofora a tutto sesto ed è coronata dalla balaustra.

### Interno
L'interno dell'edificio, la cui pianta è a croce latina, si compone di tre navate, separate da pilastri sorreggenti degli archi e i costoloni che scandiscono le volte a spigolo; al termine dell'aula si sviluppa il presbiterio, rialzato di alcuni gradini, introdotto dall'arco santo a sesto acuto e chiuso dalla parete di fondo piatta.
Qui sono conservate diverse opere di pregio, tra le quali il dipinto con Sant'Antonio Abate, datato 1634, la pila dell'acquasantiera, risalente al 1783, l'altare del Santissimo Sacramento, costruito nel 1737, il seicentesco affresco con soggetto la Vergine del Rosario, riportato alla luce nel 2006, la pala raffigurante la Natività di Gesù, collocata sull'omonimo altare, e le tele che rappresentano la Madonna del Carmine e i Santi Niceta, Giorgio e Sebastiano.